# Bismarckstraße 95 (Mönchengladbach)

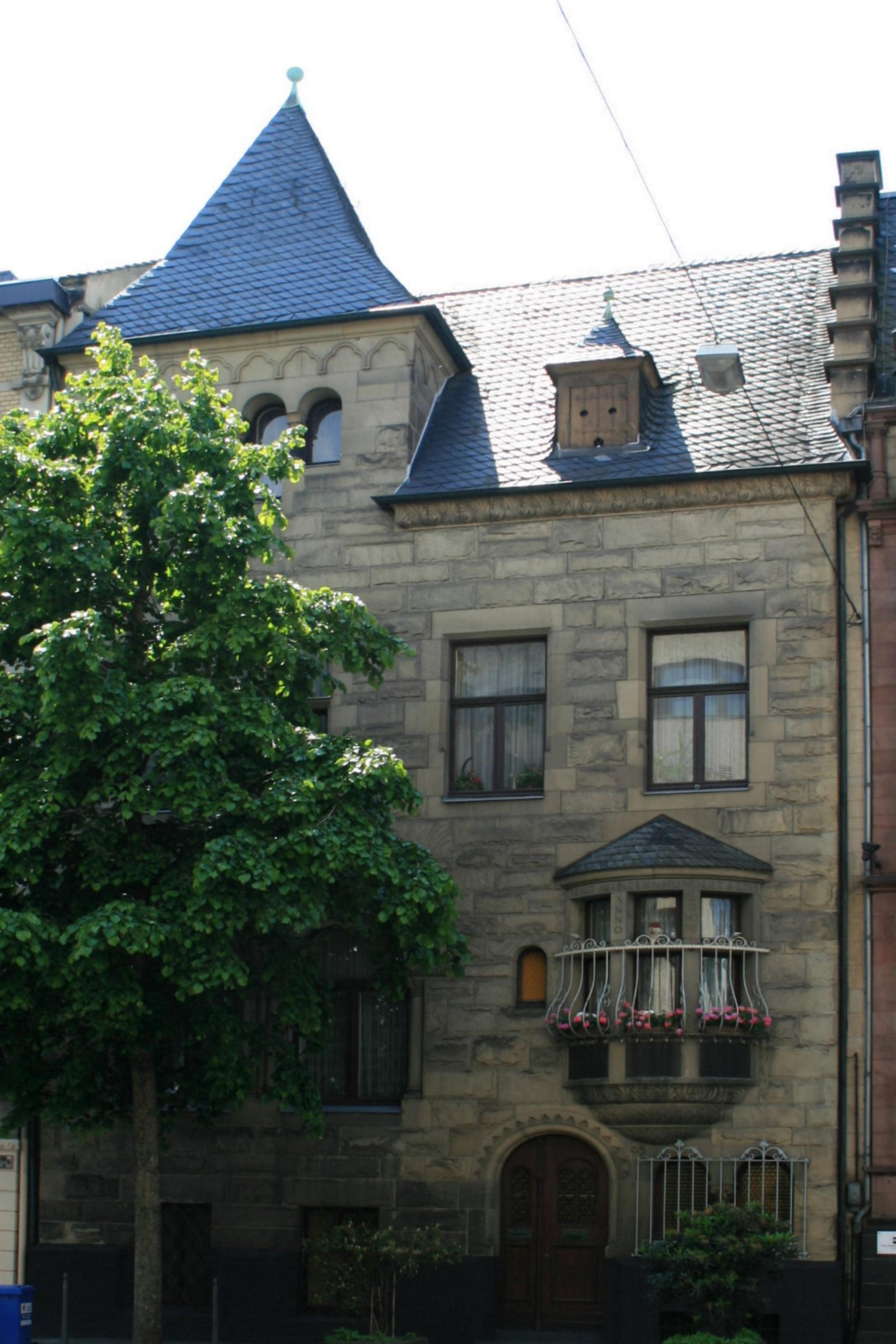
Wohnhaus (2010)

Das Wohnhaus Bismarckstraße 95 befindet sich in Mönchengladbach (Nordrhein-Westfalen) im Stadtteil Gladbach.
Das Haus wurde 1901 erbaut. Es ist unter Nr. B 047 am 2. Juni 1987 in die Denkmalliste der Stadt Mönchengladbach eingetragen worden.

## Lage
Die Bismarckstraße wurde gegen Ende des 19. Jahrhunderts angelegt und ist heute eine der Hauptadern der Stadt. Das Haus Nr. 95 steht im oberen Teil der Straße unweit der Kaiser-Friedrich-Halle.

## Architektur
Die Fassade ist ganz aus Natursandstein aufgeführt. Ihre durch die Jahre dunkel gewordene Farbtönung passt gut zum Charakter des Hauses, das im sogenannten Burgenstil errichtet ist und aus dem Jahre 1901 stammt. An einem halbrunden Erker ist an Rahmen und Sturzband eine Inschrift eingeschnitten: ANNO DOMINI NEUNZEHNHUNDERT & EINS. Der Erker schließt mit einem schiefergedeckten Halbrunddach ab.
Das Haus Nr. 95 bildet innerhalb einer historischen Zeile mit den Nr. 97 und 99 eine Gruppe von Bauten im sogenannten Burgenstil, der in Mönchengladbach nicht oft vertreten ist. In Anbetracht dieser Tatsache sowie der Qualität ist das Haus aus architektonischen wie städtebaulichen Gründen schützenswert.